# Stazione di Drayton Park
La stazione di Drayton Park è una stazione londinese della Northern City Line.

## Storia
Oggi un impianto molto poco frequentato per gli standard della capitale inglese, fino al 1975 fu una stazione della metropolitana di Londra, quando tutta la linea fu devoluta alle ferrovie. La stazione era l’unica all’aperto di questa tratta in origine segnata in arancione sulle mappe, ma crollò nell’uso negli anni Sessanta quando i binari a nord furono tranciati per essere sfruttati dalla nuova Victoria Line. Dieci anni dopo vennero creati nuovi binari per Finsbury Park stavolta di superficie, ma la stazione non riprese mai più importanza.